# Illot

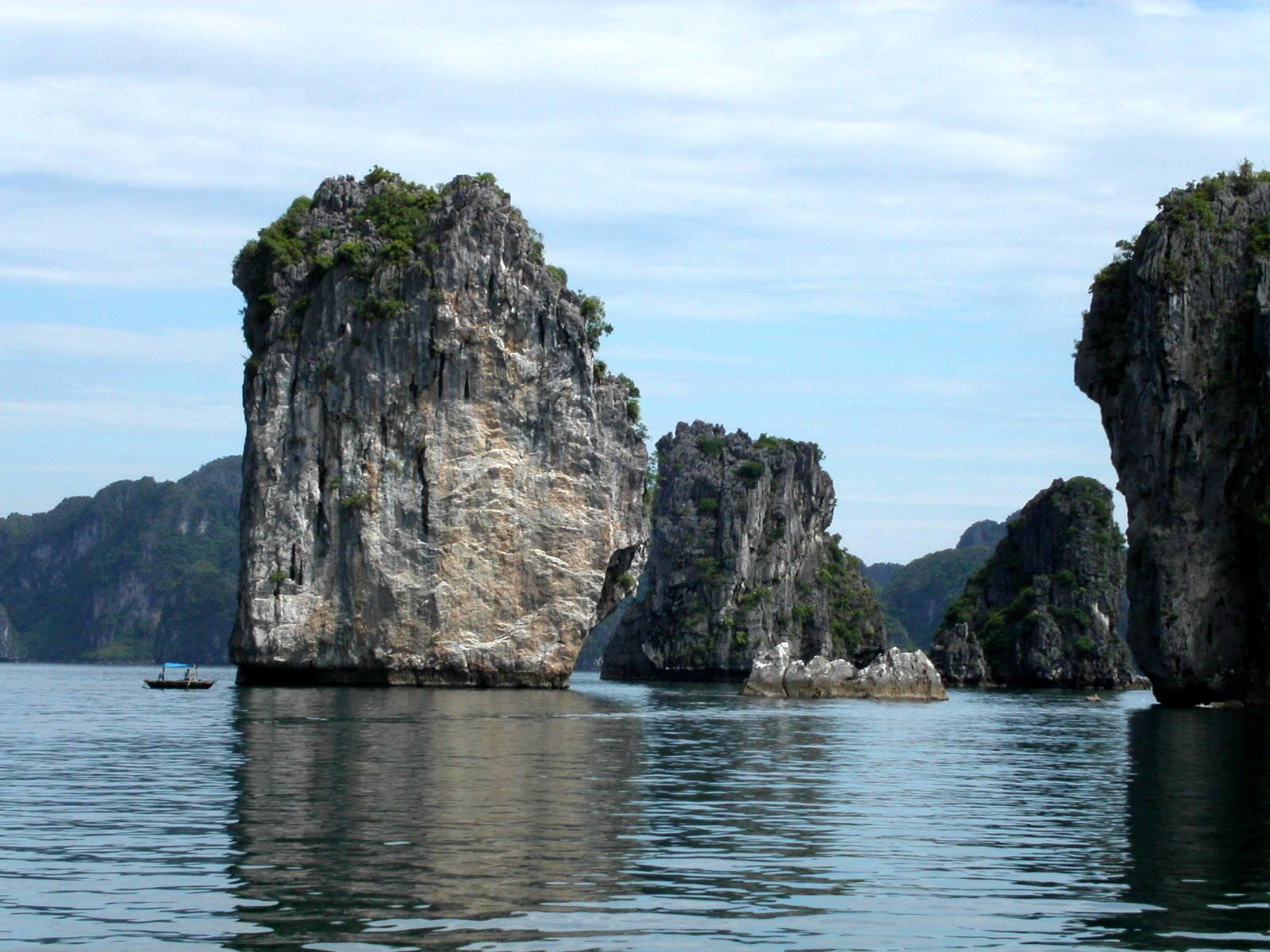
Badia de Ha Long, una badia d'illots al Vietnam

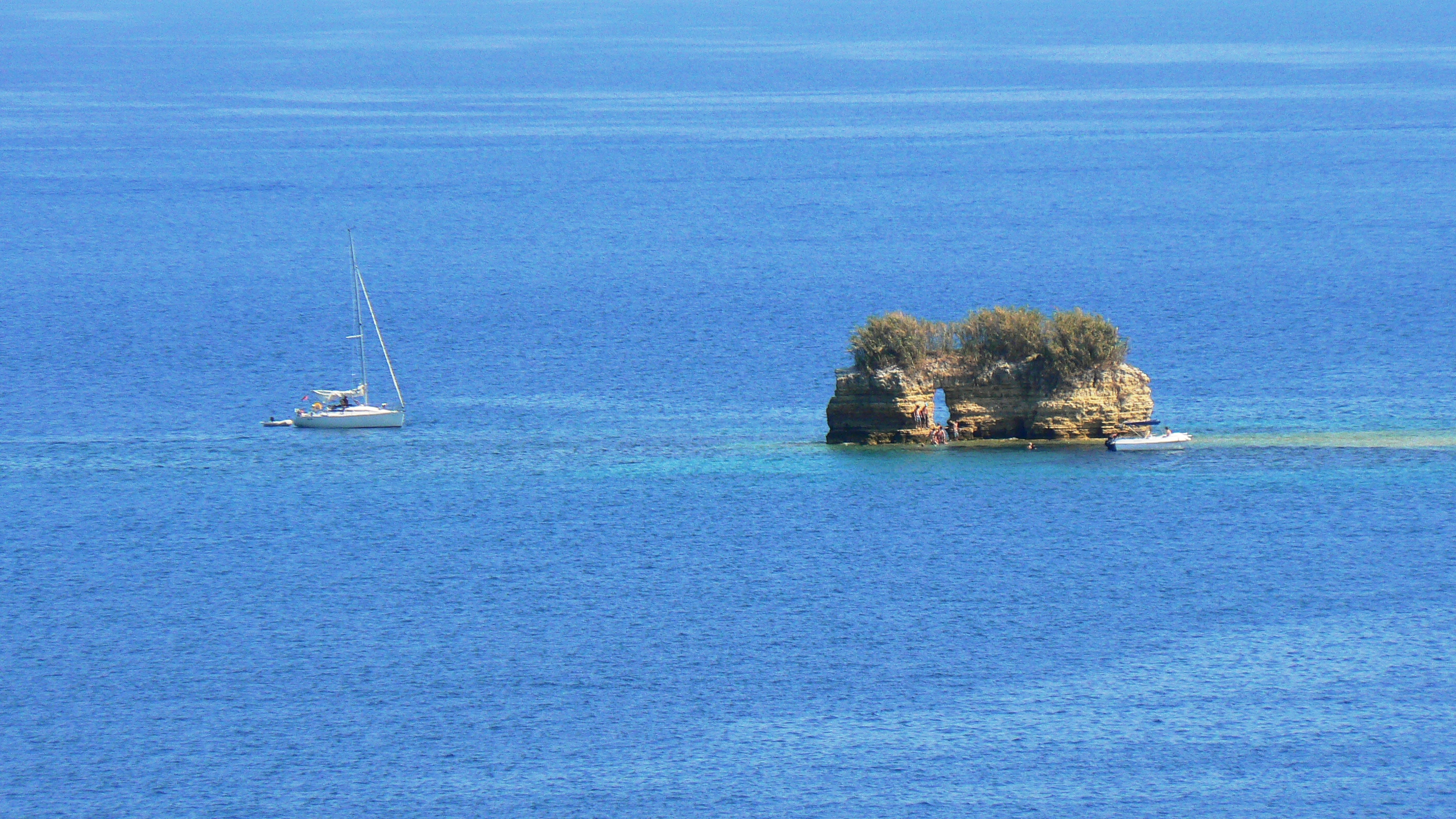
Illot davant de Corfú

Un illot és una illa petita que acostuma a estar despoblada.

## Diferències amb una illa
La diferència entre illot i illa és subjectiva. Se sol anomenar illot, per comparació, a les illes petites pròximes a illes més grans, i també a les roques litorals. Una altra forma de diferenciar illa i illot és segons si poden mantenir, per les seves dimensions, una població estable. Això no vol dir que les illes deshabitades siguin illots, ja que la viabilitat d'una població dependrà també dels recursos naturals.

## Tipus
Els tipus d'illots, i altres termes relacionats amb illot són:
- Escull: és una roca a flor d'aigua, o a poca distància de la superfície. Poden ser roques litorals separades dels penya-segats, o formacions coral·lines.
- Niell: és una roca que surt a flor d'aigua.
- Faralló: és una roca alta i aguda que sobresurt del nivell del mar.
- Atol: és una anella d'illots sobre uns esculls de corall que tanquen una llacuna soma. L'anella normalment està trencada per canals que poden arribar a ser navegables. Els diferents illots que formen l'atol es coneixen internacionalment amb la paraula polinèsia motu, encara que originàriament motu (o moku en hawaià) és una illa de qualsevol tipus o dimensió.
- Banc de sorra: és un illot baix format per acumulació de sorra i còdols, quasi a flor d'aigua. Al Carib s'anomenen cay o key en anglès, i cayo en castellà.
- Holm és un sufix nòrdic que indica un illot utilitzat, per exemple, a Stockholm (Estocolm).

Un lloc espectacular per la concentració d'illots és la badia de Ha Long, al nord del Vietnam, amb un total de 1.969 illots. Està declarat com a Patrimoni de la Humanitat per la UNESCO.